# Campioni italiani assoluti di atletica leggera indoor - Prove multiple maschili
Questa pagina raccoglie un elenco di tutti i campioni italiani dell'atletica leggera nelle prove multiple indoor.
Nella storia dei campionati italiani indoor, queste gare si sono disputate sotto diverse forme: nell'edizione del 1973 (la prima con le prove multiple in programma) era presente il pentathlon, che rimase anche dal 1974 al 1979, sebbene con i 1000 metri piani al posto dei 200 metri piani. Quella del 1988 fu l'unica edizione in cui si svolse la gara dell'octathlon, mentre dal 1980 ad oggi (con l'eccezione, appunto, del 1988) la gara presente in programma è quella dell'eptathlon con questa successione di gare: 60 metri piani, salto in lungo, getto del peso, salto in alto, 60 metri ostacoli, salto con l'asta e 1000 metri piani.
Nel 1978 le prove multiple non furono comprese tra le gare dei campionati italiani assoluti di atletica leggera indoor. Dal 1981 è in vigore la tabella internazionale per l'assegnazione dei punteggi, che ha sostituito la tabella italiana in uso fino al 1990.

## Albo d'oro
| Gara                                                               | Anno | Atleta (società)                                    | Prestazione           |
| ------------------------------------------------------------------ | ---- | --------------------------------------------------- | --------------------- |
| Pentathlon 60 hs - lungo - asta - peso - 200 m                     | 1973 | Gianni Modena Arena Asci Verona                     | 3 765 p.              |
| Pentathlon 60 hs - lungo - asta - peso - 1000 m                    | 1974 | Gianni Modena Arena Asci Verona                     | 3 593 p.              |
| Pentathlon 60 hs - lungo - asta - peso - 1000 m                    | 1975 | Gianni Modena Gruppo Sportivo Fiamme Oro            | 3 665 p.              |
| Pentathlon 60 hs - lungo - asta - peso - 1000 m                    | 1976 | Gianni Modena Gruppo Sportivo Fiamme Oro            | 3 679 p.              |
| Pentathlon 60 hs - lungo - asta - peso - 1000 m                    | 1977 | Gianni Modena Gruppo Sportivo Fiamme Oro            | 3 568 p.              |
|                                                                    | 1978 | Gara non in programma                               | Gara non in programma |
| Pentathlon 60 hs - lungo - asta - peso - 1000 m                    | 1979 | Luigino Rossi Pro Patria AZ Verde Milano            | 3 661 p.              |
| Eptathlon 60 m - lungo - peso - alto 60 hs - asta - 1000 m         | 1980 | Daniele Faraggiana Fiat Iveco Torino                | 5 322 p.              |
| Eptathlon 60 m - lungo - peso - alto 60 hs - asta - 1000 m         | 1981 | Eugenio Mares Gruppo Sportivo Fiamme Oro            | 5 283 p.              |
| Eptathlon 60 m - lungo - peso - alto 60 hs - asta - 1000 m         | 1982 | Marco Rossi IGS Raiffeisen Bolzano                  | 5 215 p.              |
| Eptathlon 60 m - lungo - peso - alto 60 hs - asta - 1000 m         | 1983 | Gianni Modena Gruppo Sportivo Fiamme Oro            | 4 963 p.              |
| Eptathlon 60 m - lungo - peso - alto 60 hs - asta - 1000 m         | 1984 | Marco Rossi Gruppo Sportivo Fiamme Oro              | 5 390 p.              |
| Eptathlon 60 m - lungo - peso - alto 60 hs - asta - 1000 m         | 1985 | Ottavio Curto Atletica Bergamo 1959                 | 5 103 p.              |
| Eptathlon 60 m - lungo - peso - alto 60 hs - asta - 1000 m         | 1986 | Marco Rossi Gruppo Sportivo Fiamme Oro              | 5 508 p.              |
| Eptathlon 60 m - lungo - peso - alto 60 hs - asta - 1000 m         | 1987 | Marco Baffi Snam Gas Metano                         | 5 362 p.              |
| Octathlon 60 hs - lungo - peso - 400 m 60 m - alto - asta - 1000 m | 1988 | Gianni Iapichino ASSI Banca Toscana Firenze         | 5 396 p.              |
| Eptathlon 60 m - lungo - peso - alto 60 hs - asta - 1000 m         | 1989 | Marco Rossi Gruppo Sportivo Fiamme Oro              | 6 442 p.              |
| Eptathlon 60 m - lungo - peso - alto 60 hs - asta - 1000 m         | 1990 | Marco Baffi Snam Gas Metano                         | 5 392 p.              |
| Eptathlon 60 m - lungo - peso - alto 60 hs - asta - 1000 m         | 1991 | Luciano Asta Centro Sportivo Carabinieri            | 5 185 p.              |
| Eptathlon 60 m - lungo - peso - alto 60 hs - asta - 1000 m         | 1992 | Marco Baffi Snam Gas Metano                         | 5 586 p.              |
| Eptathlon 60 m - lungo - peso - alto 60 hs - asta - 1000 m         | 1993 | Luciano Asta Centro Sportivo Carabinieri            | 5 453 p.              |
| Eptathlon 60 m - lungo - peso - alto 60 hs - asta - 1000 m         | 1994 | Luciano Asta Centro Sportivo Carabinieri            | 5 652 p.              |
| Eptathlon 60 m - lungo - peso - alto 60 hs - asta - 1000 m         | 1995 | Luciano Asta Centro Sportivo Carabinieri            | 5 655 p.              |
| Eptathlon 60 m - lungo - peso - alto 60 hs - asta - 1000 m         | 1996 | Beniamino Poserina Gruppo Sportivo Fiamme Azzurre   | 5 833 p.              |
| Eptathlon 60 m - lungo - peso - alto 60 hs - asta - 1000 m         | 1997 | Stefano Cellario CUS Cariparma                      | 5 664 p.              |
| Eptathlon 60 m - lungo - peso - alto 60 hs - asta - 1000 m         | 1998 | Beniamino Poserina Gruppo Sportivo Fiamme Azzurre   | 5 840 p.              |
| Eptathlon 60 m - lungo - peso - alto 60 hs - asta - 1000 m         | 1999 | Beniamino Poserina Gruppo Sportivo Fiamme Azzurre   | 5 435 p.              |
| Eptathlon 60 m - lungo - peso - alto 60 hs - asta - 1000 m         | 2000 | Luciano Asta Centro Sportivo Carabinieri            | 5 666 p.              |
| Eptathlon 60 m - lungo - peso - alto 60 hs - asta - 1000 m         | 2001 | Paolo Casarsa Gruppo Sportivo Forestale             | 5 664 p.              |
| Eptathlon 60 m - lungo - peso - alto 60 hs - asta - 1000 m         | 2002 | Cristian Gasparro Gruppo Sportivo Fiamme Azzurre    | 5 893 p.              |
| Eptathlon 60 m - lungo - peso - alto 60 hs - asta - 1000 m         | 2003 | Cristian Gasparro Gruppo Sportivo Fiamme Azzurre    | 5 557 p.              |
| Eptathlon 60 m - lungo - peso - alto 60 hs - asta - 1000 m         | 2004 | Cristian Gasparro Gruppo Sportivo Fiamme Azzurre    | 5 612 p.              |
| Eptathlon 60 m - lungo - peso - alto 60 hs - asta - 1000 m         | 2005 | Marzio Viti Centro Sportivo Carabinieri             | 5 599 p.              |
| Eptathlon 60 m - lungo - peso - alto 60 hs - asta - 1000 m         | 2006 | Luca Ceglie Centro Sportivo Aeronautica Militare    | 5 565 p.              |
| Eptathlon 60 m - lungo - peso - alto 60 hs - asta - 1000 m         | 2007 | Luca Ceglie Centro Sportivo Aeronautica Militare    | 5 711 p.              |
| Eptathlon 60 m - lungo - peso - alto 60 hs - asta - 1000 m         | 2008 | Franco Casiean Centro Sportivo Carabinieri          | 5 404 p.              |
| Eptathlon 60 m - lungo - peso - alto 60 hs - asta - 1000 m         | 2009 | William Frullani Centro Sportivo Carabinieri        | 5 950 p.              |
| Eptathlon 60 m - lungo - peso - alto 60 hs - asta - 1000 m         | 2010 | Riccardo Palmieri Sport Atletica Fermo              | 5 402 p.              |
| Eptathlon 60 m - lungo - peso - alto 60 hs - asta - 1000 m         | 2011 | Franco Casiean Centro Sportivo Carabinieri          | 5 463 p.              |
| Eptathlon 60 m - lungo - peso - alto 60 hs - asta - 1000 m         | 2012 | Franco Casiean Centro Sportivo Carabinieri          | 5 220 p.              |
| Eptathlon 60 m - lungo - peso - alto 60 hs - asta - 1000 m         | 2013 | Michele Calvi Centro Sportivo Esercito              | 5 590 p.              |
| Eptathlon 60 m - lungo - peso - alto 60 hs - asta - 1000 m         | 2014 | Simone Cairoli Atletica Lecco Colombo Costruzioni   | 5 334 p.              |
| Eptathlon 60 m - lungo - peso - alto 60 hs - asta - 1000 m         | 2015 | Simone Cairoli Atletica Lecco Colombo Costruzioni   | 5 683 p.              |
| Eptathlon 60 m - lungo - peso - alto 60 hs - asta - 1000 m         | 2016 | Vincenzo Vigliotti Atletica Studentesca CA.RI.RI.   | 5 225 p.              |
| Eptathlon 60 m - lungo - peso - alto 60 hs - asta - 1000 m         | 2017 | Simone Cairoli Atletica Lecco Colombo Costruzioni   | 5 760 p.              |
| Eptathlon 60 m - lungo - peso - alto 60 hs - asta - 1000 m         | 2018 | Simone Cairoli Atletica Lecco Colombo Costruzioni   | 5 517 p.              |
| Eptathlon 60 m - lungo - peso - alto 60 hs - asta - 1000 m         | 2019 | Simone Cairoli Atletica Lecco Colombo Costruzioni   | 5 752 p.              |
| Eptathlon 60 m - lungo - peso - alto 60 hs - asta - 1000 m         | 2020 | Simone Cairoli Atletica Lecco Colombo Costruzioni   | 5 939 p.              |
| Eptathlon 60 m - lungo - peso - alto 60 hs - asta - 1000 m         | 2021 | Dario Dester Centro Sportivo Carabinieri            | 6 076 p.              |
| Eptathlon 60 m - lungo - peso - alto 60 hs - asta - 1000 m         | 2022 | Dario Dester Centro Sportivo Carabinieri            | 6 038 p.              |
| Eptathlon 60 m - lungo - peso - alto 60 hs - asta - 1000 m         | 2023 | Lorenzo Naidon Unione Sportiva Quercia Trentingrana | 5714 p.               |